# Hannes Alfvén
Hannes Olof Gösta Alfvén (født 30. maj 1908, død 2. april 1995) var en svensk elektroingeniør, plasmafysiker og modtager af Nobelprisen i fysik i 1970 for sit arbejde med magnetohydrodynamik. Han beskrev klassen af MHD-bølger nu kendt som Alfvén-bølger.